# Gouvernement Japarov III
Pour les articles homonymes, voir Gouvernement Sadyr Japarov.
République kirghize
S. Japarov II S. Japarov IV
Le gouvernement Sadyr Japarov III est le gouvernement de la République kirghize depuis le 13 octobre 2021.

## Historique

### Formation
Le 12 octobre 2021, Japarov démet le gouvernement Sadyr Japarov II de ses fonctions. Le même jour, un nouveau gouvernement est annoncé. Le gouvernement est approuvé le lendemain par 87 députés. L'assermentation a lieu le jour même.
Il est dirigé par le président de la République Sadyr Japarov.

## Composition

### Initiale (13 octobre 2021)
- Par rapport au gouvernement Sadyr Japarov II, les nouveaux ministres sont indiqués en gras, ceux ayant changé d'attributions en italique[5].

| Poste                                                                                  | Titulaire              | Titulaire                                                  | Parti       |
| -------------------------------------------------------------------------------------- | ---------------------- | ---------------------------------------------------------- | ----------- |
| Président de la République                                                             |                        | Sadyr Japarov                                              | Mekenchil   |
| Président du Cabinet des ministres Chef de cabinet de la présidence de la République   |                        | Akylbek Japarov                                            | Ar-Namys    |
| Premier vice-président du Cabinet des ministres                                        |                        | Arzybek Kozhoshev (jusqu'au 20/06/2022) Adylbek Kasymaliev |             |
| Vice-président du Cabinet des ministres Chargé des Affaires économiques                |                        | Aziz Aaliev                                                |             |
| Vice-président du Cabinet des ministres Chargé des Affaires sociales                   |                        | Edil Baisalov                                              |             |
| Vice-président du Cabinet des ministres Président du comité pour la Sécurité nationale |                        | Kamtchybek Tachiev                                         | Mekenchil   |
| Ministre de l'Économie et du Commerce                                                  |                        | Daniyar Amangeldiev                                        |             |
| Ministre des Finances                                                                  |                        | Almaz Baketaev                                             |             |
| Ministre des Affaires internes                                                         |                        | Ulan Niyazbekov                                            |             |
| Ministre de la Culture, de l'Information et du Tourisme                                |                        | Azamat Zhamankulov                                         |             |
| Ministre de la Santé et du Développement social                                        |                        | Alymkadyr Beichenaliev (jusqu'au 19/09/2022)               | Mekenchil   |
| Ministre de la Santé et du Développement social                                        | Gulnara Baatyrova      |                                                            |             |
| Ministre de l'Éducation et de la Science                                               |                        | Bolotbek Kupeshev (jusqu'au 14/02/2022)                    |             |
| Ministre de l'Éducation et de la Science                                               | Almazbek Beichenaliev, |                                                            |             |
| Ministre de l'Agriculture                                                              |                        | Askar Dzhanybekov                                          |             |
| Ministre de la Défense                                                                 |                        | Baktybek Bekbolotov                                        |             |
| Ministre des Affaires étrangères                                                       |                        | Ruslan Kazakbaev (jusqu'au 22/04/2022)                     | Respoublika |
| Ministre des Affaires étrangères                                                       | Jeenbek Kulubaev       |                                                            |             |
| Ministre de la Justice                                                                 |                        | Ayaz Baetov                                                |             |
| Ministre du Transport et des Communications                                            |                        | Erkinbek Osoev                                             |             |
| Ministre de l'Énergie                                                                  |                        | Doskul Bekmurzaev                                          |             |
| Ministre de la Protection de la nature, l'Écologie et la Supervision technique         |                        | Dinara Kutmanova                                           |             |
| Ministre des Situations d'urgence                                                      |                        | Boobek Azhikeev                                            |             |
| Ministre du Développement numérique                                                    |                        | Dastan Dogoev (à partir du 26/10/2021),                    |             |
| Ministre du Développement numérique                                                    |                        | Talant Imanov (à partir du 11/01/2022)                     | Birimdik    |

### Remaniement du 7 octobre 2022
- Les nouveaux ministres sont indiqués en gras, ceux ayant changé d'attributions en italique[17],[18],[19],[20].

| Poste                                                                                  | Titulaire | Titulaire                                                    | Parti     |
| -------------------------------------------------------------------------------------- | --------- | ------------------------------------------------------------ | --------- |
| Président de la République                                                             |           | Sadyr Japarov                                                | Mekenchil |
| Président du Cabinet des ministres Chef de cabinet de la présidence de la République   |           | Akylbek Japarov                                              | Ar-Namys  |
| Premier vice-président du Cabinet des ministres                                        |           | Adylbek Kasymaliev                                           |           |
| Vice-président du Cabinet des ministres Chargé des Affaires économiques                |           | Aziz Aaliev                                                  |           |
| Vice-président du Cabinet des ministres Chargé des Affaires sociales                   |           | Edil Baisalov                                                |           |
| Vice-président du Cabinet des ministres Président du comité pour la Sécurité nationale |           | Kamtchybek Tachiev                                           | Mekenchil |
| Ministre de l'Économie et du Commerce                                                  |           | Daniyar Amangeldiev                                          |           |
| Ministre des Finances                                                                  |           | Almaz Baketaev                                               |           |
| Ministre des Affaires internes                                                         |           | Ulan Niyazbekov                                              |           |
| Ministre de la Culture, de l'Information et du Tourisme                                |           | Altynbek Maksutov                                            |           |
| Ministre de la Santé et du Développement social                                        |           | Gulnara Baatyrova                                            |           |
| Ministre de l'Éducation et de la Science                                               |           | Ulanbek Mambetakunov (jusqu'au 24/02/2023) Kanybek Imanaliev |           |
| Ministre de l'Agriculture                                                              |           | Askar Dzhanybekov                                            |           |
| Ministre de la Défense                                                                 |           | Baktybek Bekbolotov                                          |           |
| Ministre des Affaires étrangères                                                       |           | Jeenbek Kulubaev                                             |           |
| Ministre de la Justice                                                                 |           | Ayaz Baetov                                                  |           |
| Ministre du Transport et des Communications                                            |           | Tilek Tekebaev                                               |           |
| Ministre de l'Énergie                                                                  |           | Taalaibek Ibraev                                             |           |
| Ministre de la Protection de la nature et de l'Écologie                                |           | Dinara Kutmanova (jusqu'au 23/03/2023) Melis Turgunbaev      |           |
| Ministre des Situations d'urgence                                                      |           | Boobek Azhikeev                                              |           |
| Ministre du Développement numérique                                                    |           | Talant Imanov                                                | Birimdik  |

### Remaniement du 13 septembre 2023
- Les nouveaux ministres sont indiqués en gras, ceux ayant changé d'attributions en italique[22].

| Poste                                                                                  | Titulaire                    | Titulaire                                                       | Parti     |
| -------------------------------------------------------------------------------------- | ---------------------------- | --------------------------------------------------------------- | --------- |
| Président de la République                                                             |                              | Sadyr Japarov                                                   | Mekenchil |
| Président du Cabinet des ministres Chef de cabinet de la présidence de la République   |                              | Akylbek Japarov (jusqu'au 16/12/2024)                           | Ar-Namys  |
| Président du Cabinet des ministres Chef de cabinet de la présidence de la République   | Adylbek Kasymaliev (intérim) |                                                                 |           |
| Premier vice-président du Cabinet des ministres                                        |                              | Adylbek Kasymaliev                                              |           |
| Vice-président du Cabinet des ministres Chargé des Affaires économiques                |                              | Aziz Aaliev                                                     |           |
| Vice-président du Cabinet des ministres Chargé des Affaires sociales                   |                              | Edil Baisalov                                                   |           |
| Vice-président du Cabinet des ministres Président du comité pour la Sécurité nationale |                              | Kamtchybek Tachiev                                              | Mekenchil |
| Ministre de l'Économie et du Commerce                                                  |                              | Daniyar Amangeldiev                                             |           |
| Ministre des Finances                                                                  |                              | Almaz Baketaev                                                  |           |
| Ministre des Affaires internes                                                         |                              | Ulan Niyazbekov                                                 |           |
| Ministre de la Culture, de l'Information et du Tourisme                                |                              | Altynbek Maksutov                                               |           |
| Ministre de la Santé et du Développement social                                        |                              | Alymkadyr Beichenaliev                                          | Mekenchil |
| Ministre de l'Éducation et de la Science                                               |                              | Kanybek Imanaliev Dogdurkul Kendirbaeva (à partir du 6/10/2023) |           |
| Ministre de l'Agriculture                                                              |                              | Askar Dzhanybekov                                               |           |
| Ministre de la Défense                                                                 |                              | Baktybek Bekbolotov                                             |           |
| Ministre des Affaires étrangères                                                       |                              | Jeenbek Kulubaev                                                |           |
| Ministre de la Justice                                                                 |                              | Ayaz Baetov                                                     |           |
| Ministre du Transport et des Communications                                            |                              | Tilek Tekebaev                                                  |           |
| Ministre de l'Énergie                                                                  |                              | Taalaibek Ibraev                                                |           |
| Ministre de la Protection de la nature et de l'Écologie                                |                              | Melis Turgunbaev                                                |           |
| Ministre des Situations d'urgence                                                      |                              | Boobek Azhikeev                                                 |           |
| Ministre du Développement numérique                                                    |                              | Nuria Kutnaeva                                                  |           |
| Ministre du Travail, de la Sécurité sociale et de la Migration                         |                              | Gulnara Baatyrova Ravshanbek Sabirov (à partir du 04/12/2024)   |           |
| Ministre des Ressources naturelles, de l'Écologie de la Supervision technique          |                              | Meder Mashiev (à partir du 05/09/2024)                          |           |